# Joseph de Monic
Pour les articles homonymes, voir Monic.
Joseph de Monic, né vers 1650 à Oloron-Sainte-Marie dans la province du Béarn et mort le 17 octobre 1707 à Bayonne, est un militaire et administrateur colonial français. Il est gouverneur par intérim de la colonie française de Plaisance sur l'île de Terre-Neuve de 1697 à 1702.

## Biographie
En 1675, Joseph de Monic était un jeune officier dans l'armée royale, lors des campagnes militaires en Flandre, en Allemagne et en Lorraine, comme lieutenant dans le régiment de Champagne. Il fut promu capitaine en 1686. 
En 1687, il embarque pour le Canada en tant que capitaine de Marine.
En 1690, il prit part à la défense de la ville de Québec lors d'une attaque anglaise et, en raison de son expérience, il devint major des troupes à Québec, en mars 1691. La même année, il épouse Jeanne de Carion à Montréal.
En 1693, il retourna en France pour des raisons de santé, puis fut affecté au port de Rochefort-sur-Mer.
En 1697, il est nommé gouverneur par intérim de la colonie de Plaisance sur l'Île de Terre-Neuve, en remplacement du gouverneur en poste, Jacques-François de Monbeton de Brouillan. Joseph de Monic gouverna avec une certaine arrogance et une dose d'injustice qui révolta beaucoup de ses subordonnés. Il se permettait certain trafic tout en étant strict avec les justiciables, tel que le notaire de Plaisance, Claude Barrat qui avait commis un détournement de fonds, à la suite duquel l’administrateur Joseph de Monic le suspendit de ses fonctions. La femme de Barrat passa alors en Acadie, où elle établit un commerce et tient cabaret à Port-Royal en Acadie. Claude Barrat voulut aller rejoindra sa femme en Acadie, mais l'administrateur le maintien dans l'île tant qu'il n'a pas régler ses dettes.
En mars 1702, Pontchartrain décida de rappeler Joseph de Monic en France. Au début de 1703, ce dernier retourna en France où il reprit son service à Rochefort. Il est remplacé par le gouverneur Daniel d'Auger de Subercase.
Le 9 mai 1707, il est fait chevalier de l'ordre de Saint-Louis. Il meurt à Bayonne le 17 octobre 1707.